# Wahlkreis Edinburgh East
| Edinburgh East       |
| -------------------- |
| Edinburgh East       |
| Gebildet             |
| 1885                 |
| Abgeordneter         |
| Tommy Sheppard (SNP) |
| Regionen             |
| Edinburgh            |

Edinburgh East ist ein Wahlkreis für das Britische Unterhaus. Der Wahlkreis entsendet einen Abgeordneten.
Mit dem Act of Union bestand im Jahre 1707 die Notwendigkeit die schottische Bevölkerung an den britischen Wahlen zu beteiligen. Zu den Unterhauswahlen im Jahre 1708 wurden deshalb in Schottland Wahlkreise etabliert, wobei die schottische Hauptstadt in dem Wahlkreis Edinburgh zusammengefasst wurde. Erst 1885 wurde Edinburgh in vier Wahlkreise untergliedert, Edinburgh Central, Edinburgh South, Edinburgh West und Edinburgh East.
Edinburgh East umfasst die östlichen Stadtteile Edinburghs. Zu den Unterhauswahlen 1997 wurde der Wahlkreis zugunsten des neugeschaffenen Wahlkreises Edinburgh East and Musselburgh, der zusätzlich die Stadt Musselburgh im benachbarten East Lothian einschloss, aufgelöst. Bereits nach zwei Wahlperioden wurde dieser jedoch wieder abgeschafft und der Wahlkreis Edinburgh East wieder eingeführt. Die Grenzen wurden hierbei neu gezogen, indem Gebiete der Wahlkreise Edinburgh Central und Edinburgh South zugeschlagen wurden.

## Wahlergebnisse

### Unterhauswahlen 1885
| Ergebnisse der Unterhauswahlen 1885 | Ergebnisse der Unterhauswahlen 1885 | Ergebnisse der Unterhauswahlen 1885 | Ergebnisse der Unterhauswahlen 1885 |
| Partei                              | Kandidat                            | Stimmen                             | %                                   |
| ----------------------------------- | ----------------------------------- | ----------------------------------- | ----------------------------------- |
| Liberal                             | George Joachim Goschen              | 4337                                | 69,2                                |
| Conservative                        | Benjamin Francis Conn Costelloe     | 1929                                | 30,8                                |

### Unterhauswahlen 1886
| Ergebnisse der Unterhauswahlen 1886 | Ergebnisse der Unterhauswahlen 1886 | Ergebnisse der Unterhauswahlen 1886 | Ergebnisse der Unterhauswahlen 1886 |
| Partei                              | Kandidat                            | Stimmen                             | %                                   |
| ----------------------------------- | ----------------------------------- | ----------------------------------- | ----------------------------------- |
| Liberal                             | Robert Wallace                      | 3694                                | 62,1                                |
| Liberal Unionist                    | George Joachim Goschen              | 2253                                | 37,9                                |

### Unterhauswahlen 1892
| Ergebnisse der Unterhauswahlen 1892 | Ergebnisse der Unterhauswahlen 1892 | Ergebnisse der Unterhauswahlen 1892 | Ergebnisse der Unterhauswahlen 1892 |
| Partei                              | Kandidat                            | Stimmen                             | %                                   |
| ----------------------------------- | ----------------------------------- | ----------------------------------- | ----------------------------------- |
| Liberal                             | Robert Wallace                      | 3963                                | 58,6                                |
| Liberal Unionist                    | R.W.M. Fullarton                    | 2803                                | 41,4                                |

### Unterhauswahlen 1895
| Ergebnisse der Unterhauswahlen 1895 | Ergebnisse der Unterhauswahlen 1895 | Ergebnisse der Unterhauswahlen 1895 | Ergebnisse der Unterhauswahlen 1895 | Ergebnisse der Unterhauswahlen 1895 |
| Partei                              | Kandidat                            | Stimmen                             | %                                   | ±                                   |
| ----------------------------------- | ----------------------------------- | ----------------------------------- | ----------------------------------- | ----------------------------------- |
| Liberal                             | Robert Wallace                      | 3499                                | 53,4                                | −5,2                                |
| Liberal Unionist                    | Harry G. Younger                    | 3050                                | 46,6                                | +5,2                                |

### Nachwahlen 1899
Mit dem Ableben Robert Wallace’ wurden im Wahlkreis Edinburgh East Nachwahlen erforderlich.
| Ergebnisse der Nachwahlen 1899 | Ergebnisse der Nachwahlen 1899 | Ergebnisse der Nachwahlen 1899 | Ergebnisse der Nachwahlen 1899 | Ergebnisse der Nachwahlen 1899 |
| Partei                         | Kandidat                       | Stimmen                        | %                              | ±                              |
| ------------------------------ | ------------------------------ | ------------------------------ | ------------------------------ | ------------------------------ |
| Liberal                        | George McCrae                  | 4891                           | 62,3                           | +8,9                           |
| Liberal Unionist               | Harry G. Younger               | 2961                           | 37,7                           | −8,9                           |

### Unterhauswahlen 1900
| Ergebnisse der Unterhauswahlen 1900 | Ergebnisse der Unterhauswahlen 1900 | Ergebnisse der Unterhauswahlen 1900 | Ergebnisse der Unterhauswahlen 1900 | Ergebnisse der Unterhauswahlen 1900 |
| Partei                              | Kandidat                            | Stimmen                             | %                                   | ±                                   |
| ----------------------------------- | ----------------------------------- | ----------------------------------- | ----------------------------------- | ----------------------------------- |
| Liberal                             | George McCrae                       | 4461                                | 58,5                                | −3,8                                |
| Conservative                        | R. Scott-Brown                      | 3170                                | 41,5                                | +3,8                                |

### Unterhauswahlen 1906
| Ergebnisse der Unterhauswahlen 1906 | Ergebnisse der Unterhauswahlen 1906 | Ergebnisse der Unterhauswahlen 1906 | Ergebnisse der Unterhauswahlen 1906 | Ergebnisse der Unterhauswahlen 1906 |
| Partei                              | Kandidat                            | Stimmen                             | %                                   | ±                                   |
| ----------------------------------- | ----------------------------------- | ----------------------------------- | ----------------------------------- | ----------------------------------- |
| Liberal                             | George McCrae                       | 6606                                | 73,1                                | +14,6                               |
| Liberal Unionist                    | Rankin Dawson                       | 2432                                | 26,9                                | −14,6                               |

### Nachwahlen 1909
Nachdem George McCrae das Amt des Vizepräsidenten der schottischen Lokalregierung angetragen wurde, gab er sein Mandat des Wahlkreises zurück, um sich seiner neuen Aufgabe zu widmen. Aus diesem Grund wurden im Wahlkreis Edinburgh East Nachwahlen angesetzt.
| Ergebnisse der Nachwahlen 1909 | Ergebnisse der Nachwahlen 1909 | Ergebnisse der Nachwahlen 1909 | Ergebnisse der Nachwahlen 1909 | Ergebnisse der Nachwahlen 1909 |
| Partei                         | Kandidat                       | Stimmen                        | %                              | ±                              |
| ------------------------------ | ------------------------------ | ------------------------------ | ------------------------------ | ------------------------------ |
| Liberal                        | James Gibson                   | 4527                           | 52,7                           | −20,4                          |
| Liberal Unionist               | Patrick Ford                   | 4069                           | 47,3                           | +20,4                          |

### Unterhauswahlen Januar 1910
| Ergebnisse der Unterhauswahlen Januar 1910 | Ergebnisse der Unterhauswahlen Januar 1910 | Ergebnisse der Unterhauswahlen Januar 1910 | Ergebnisse der Unterhauswahlen Januar 1910 | Ergebnisse der Unterhauswahlen Januar 1910 |
| Partei                                     | Kandidat                                   | Stimmen                                    | %                                          | ±                                          |
| ------------------------------------------ | ------------------------------------------ | ------------------------------------------ | ------------------------------------------ | ------------------------------------------ |
| Liberal                                    | James Gibson                               | 6760                                       | 61,3                                       | +8,5                                       |
| Liberal Unionist                           | Patrick Ford                               | 4273                                       | 38,7                                       | −8,5                                       |

### Unterhauswahlen Dezember 1910
| Ergebnisse der Unterhauswahlen Dezember 1910 | Ergebnisse der Unterhauswahlen Dezember 1910 | Ergebnisse der Unterhauswahlen Dezember 1910 | Ergebnisse der Unterhauswahlen Dezember 1910 | Ergebnisse der Unterhauswahlen Dezember 1910 |
| Partei                                       | Kandidat                                     | Stimmen                                      | %                                            | ±                                            |
| -------------------------------------------- | -------------------------------------------- | -------------------------------------------- | -------------------------------------------- | -------------------------------------------- |
| Liberal                                      | James Gibson                                 | 6436                                         | 63,0                                         | +1,7                                         |
| Conservative                                 | R.M. Cameron                                 | 3782                                         | 37,0                                         | −1,7                                         |

### Nachwahlen 1912
Mit dem Ableben Gibsons wurden im Wahlkreis Edinburgh East Nachwahlen erforderlich.
| Ergebnisse der Nachwahlen 1912 | Ergebnisse der Nachwahlen 1912 | Ergebnisse der Nachwahlen 1912 | Ergebnisse der Nachwahlen 1912 | Ergebnisse der Nachwahlen 1912 |
| Partei                         | Kandidat                       | Stimmen                        | %                              | ±                              |
| ------------------------------ | ------------------------------ | ------------------------------ | ------------------------------ | ------------------------------ |
| Liberal                        | James Hogge                    | 5064                           | 55,0                           | −8,0                           |
| Conservative                   | John Gordon Jameson            | 4139                           | 45,0                           | +8,0                           |

### Unterhauswahlen 1918
| Ergebnisse der Unterhauswahlen 1918 | Ergebnisse der Unterhauswahlen 1918 | Ergebnisse der Unterhauswahlen 1918 | Ergebnisse der Unterhauswahlen 1918 | Ergebnisse der Unterhauswahlen 1918 |
| Partei                              | Kandidat                            | Stimmen                             | %                                   | ±                                   |
| ----------------------------------- | ----------------------------------- | ----------------------------------- | ----------------------------------- | ----------------------------------- |
| Liberal                             | James Hogge                         | 8460                                | 62,2                                | +7,2                                |
| National Democrat/Labour            | Alexander E. Balfour                | 5136                                | 37,8                                | −7,2                                |

### Unterhauswahlen 1922
| Ergebnisse der Unterhauswahlen 1922 | Ergebnisse der Unterhauswahlen 1922 | Ergebnisse der Unterhauswahlen 1922 | Ergebnisse der Unterhauswahlen 1922 | Ergebnisse der Unterhauswahlen 1922 |
| Partei                              | Kandidat                            | Stimmen                             | %                                   | ±                                   |
| ----------------------------------- | ----------------------------------- | ----------------------------------- | ----------------------------------- | ----------------------------------- |
| Liberal                             | James Hogge                         | 10.551                              | 59,8                                | −2,4                                |
| National Liberal                    | Sam McDonald                        | 70,88                               | 40,2                                | +2,4                                |

### Unterhauswahlen 1923
| Ergebnisse der Unterhauswahlen 1923 | Ergebnisse der Unterhauswahlen 1923 | Ergebnisse der Unterhauswahlen 1923 | Ergebnisse der Unterhauswahlen 1923 | Ergebnisse der Unterhauswahlen 1923 |
| Partei                              | Kandidat                            | Stimmen                             | %                                   | ±                                   |
| ----------------------------------- | ----------------------------------- | ----------------------------------- | ----------------------------------- | ----------------------------------- |
| Liberal                             | James Hogge                         | 10.876                              | 68,3                                | +8,5                                |
| Unionist                            | C.J.M. Mancor                       | 5045                                | 31,7                                | +31,7                               |

### Unterhauswahlen 1924
| Ergebnisse der Unterhauswahlen 1924 | Ergebnisse der Unterhauswahlen 1924 | Ergebnisse der Unterhauswahlen 1924 | Ergebnisse der Unterhauswahlen 1924 | Ergebnisse der Unterhauswahlen 1924 |
| Partei                              | Kandidat                            | Stimmen                             | %                                   | ±                                   |
| ----------------------------------- | ----------------------------------- | ----------------------------------- | ----------------------------------- | ----------------------------------- |
| Labour                              | Drummond Shiels                     | 9220                                | 44,0                                | +44,0                               |
| Unionist                            | Charles Black Milne                 | 6105                                | 29,1                                | −2,6                                |
| Liberal                             | James Hogge                         | 5625                                | 26,8                                | −41,5                               |

### Unterhauswahlen 1929
| Ergebnisse der Unterhauswahlen 1929 | Ergebnisse der Unterhauswahlen 1929 | Ergebnisse der Unterhauswahlen 1929 | Ergebnisse der Unterhauswahlen 1929 | Ergebnisse der Unterhauswahlen 1929 |
| Partei                              | Kandidat                            | Stimmen                             | %                                   | ±                                   |
| ----------------------------------- | ----------------------------------- | ----------------------------------- | ----------------------------------- | ----------------------------------- |
| Labour                              | Drummond Shiels                     | 13.933                              | 47,2                                | +3,2                                |
| Liberal                             | Thomas Pringle McDonald             | 8687                                | 29,4                                | +2,6                                |
| Unionist                            | Richard Cobden Thyne                | 6889                                | 23,3                                | −5,8                                |

### Unterhauswahlen 1931
| Ergebnisse der Unterhauswahlen 1931 | Ergebnisse der Unterhauswahlen 1931 | Ergebnisse der Unterhauswahlen 1931 | Ergebnisse der Unterhauswahlen 1931 | Ergebnisse der Unterhauswahlen 1931 |
| Partei                              | Kandidat                            | Stimmen                             | %                                   | ±                                   |
| ----------------------------------- | ----------------------------------- | ----------------------------------- | ----------------------------------- | ----------------------------------- |
| Liberal                             | David Marshall Mason                | 17.372                              | 57,0                                | +27,6                               |
| Labour                              | Drummond Shiels                     | 10.244                              | 33,6                                | −13,6                               |
| National Party                      | T.T. Alexander                      | 2872                                | 9,4                                 | +9,4                                |

### Unterhauswahlen 1935
| Ergebnisse der Unterhauswahlen 1935 | Ergebnisse der Unterhauswahlen 1935 | Ergebnisse der Unterhauswahlen 1935 | Ergebnisse der Unterhauswahlen 1935 | Ergebnisse der Unterhauswahlen 1935 |
| Partei                              | Kandidat                            | Stimmen                             | %                                   | ±                                   |
| ----------------------------------- | ----------------------------------- | ----------------------------------- | ----------------------------------- | ----------------------------------- |
| Labour                              | Frederick Pethick-Lawrence          | 13.341                              | 43,2                                | +9,6                                |
| Unionist                            | Minna G. Cowan                      | 12.229                              | 39,6                                | +39,6                               |
| Liberal                             | David Marshall Mason                | 5313                                | 17,2                                | −39,8                               |

### Unterhauswahlen 1945
| Ergebnisse der Unterhauswahlen 1945 | Ergebnisse der Unterhauswahlen 1945 | Ergebnisse der Unterhauswahlen 1945 | Ergebnisse der Unterhauswahlen 1945 | Ergebnisse der Unterhauswahlen 1945 |
| Partei                              | Kandidat                            | Stimmen                             | %                                   | ±                                   |
| ----------------------------------- | ----------------------------------- | ----------------------------------- | ----------------------------------- | ----------------------------------- |
| Labour                              | Frederick Pethick-Lawrence          | 19.300                              | 56,4                                | +13,2                               |
| Unionist                            | William Angus Sinclair              | 12.771                              | 37,3                                | −2,3                                |
| SNP                                 | F.C. Yeaman                         | 2149                                | 6,3                                 | +6,3                                |

### Nachwahlen 1945
Mit der Erhebung in den Stand eines Barons und seiner Berufung zum Secretary of State for India gab Frederick Pethick-Lawrence sein Mandat zurück, wodurch im Wahlkreis Edinburgh East Nachwahlen erforderlich wurden.
| Ergebnisse der Nachwahlen 1945 | Ergebnisse der Nachwahlen 1945 | Ergebnisse der Nachwahlen 1945 | Ergebnisse der Nachwahlen 1945 | Ergebnisse der Nachwahlen 1945 |
| Partei                         | Kandidat                       | Stimmen                        | %                              | ±                              |
| ------------------------------ | ------------------------------ | ------------------------------ | ------------------------------ | ------------------------------ |
| Labour                         | George Thomson                 | 15.482                         | 61,6                           | +5,2                           |
| Unionist                       | T.G. Galbraith                 | 9665                           | 38,4                           | +1,1                           |

### Nachwahlen 1947
Mit der Ernennung zum Lord Justice Clerk gab George Thomson sein Mandat zurück, wodurch im Wahlkreis Edinburgh East Nachwahlen erforderlich wurden.
| Ergebnisse der Nachwahlen 1947 | Ergebnisse der Nachwahlen 1947 | Ergebnisse der Nachwahlen 1947 | Ergebnisse der Nachwahlen 1947 | Ergebnisse der Nachwahlen 1947 |
| Partei                         | Kandidat                       | Stimmen                        | %                              | ±                              |
| ------------------------------ | ------------------------------ | ------------------------------ | ------------------------------ | ------------------------------ |
| Labour                         | John Wheatley                  | 16.906                         | 50,5                           | −11,1                          |
| National Liberal               | D. Mathews                     | 11.490                         | 34,4                           | +34,4                          |
| Liberal                        | John Junor                     | 3379                           | 10,1                           | +10,1                          |
| SNP                            | M. Dott                        | 1682                           | 5,0                            | +5,0                           |

### Unterhauswahlen 1950
| Ergebnisse der Unterhauswahlen 1950 | Ergebnisse der Unterhauswahlen 1950 | Ergebnisse der Unterhauswahlen 1950 | Ergebnisse der Unterhauswahlen 1950 | Ergebnisse der Unterhauswahlen 1950 |
| Partei                              | Kandidat                            | Stimmen                             | %                                   | ±                                   |
| ----------------------------------- | ----------------------------------- | ----------------------------------- | ----------------------------------- | ----------------------------------- |
| Labour                              | John Wheatley                       | 24.072                              | 53,2                                | +2,7                                |
| Unionist                            | C.E.M. Donaldson                    | 17.531                              | 38,8                                | +38,8                               |
| Liberal                             | John Hope                           | 3632                                | 8,0                                 | −2,1                                |

### Unterhauswahlen 1951
| Ergebnisse der Unterhauswahlen 1951 | Ergebnisse der Unterhauswahlen 1951 | Ergebnisse der Unterhauswahlen 1951 | Ergebnisse der Unterhauswahlen 1951 | Ergebnisse der Unterhauswahlen 1951 |
| Partei                              | Kandidat                            | Stimmen                             | %                                   | ±                                   |
| ----------------------------------- | ----------------------------------- | ----------------------------------- | ----------------------------------- | ----------------------------------- |
| Labour                              | John Wheatley                       | 25.201                              | 54,1                                | +0,9                                |
| Unionist                            | W. Grant                            | 21.400                              | 45,9                                | +7,1                                |

### Nachwahlen 1954
| Ergebnisse der Nachwahlen 1954 | Ergebnisse der Nachwahlen 1954 | Ergebnisse der Nachwahlen 1954 | Ergebnisse der Nachwahlen 1954 | Ergebnisse der Nachwahlen 1954 |
| Partei                         | Kandidat                       | Stimmen                        | %                              | ±                              |
| ------------------------------ | ------------------------------ | ------------------------------ | ------------------------------ | ------------------------------ |
| Labour                         | George Willis                  | 18.950                         | 57,6                           | +3,5                           |
| Unionist                       | W. Grant                       | 13.922                         | 42,4                           | −3,5                           |

### Unterhauswahlen 1955
| Ergebnisse der Unterhauswahlen 1955 | Ergebnisse der Unterhauswahlen 1955 | Ergebnisse der Unterhauswahlen 1955 | Ergebnisse der Unterhauswahlen 1955 | Ergebnisse der Unterhauswahlen 1955 |
| Partei                              | Kandidat                            | Stimmen                             | %                                   | ±                                   |
| ----------------------------------- | ----------------------------------- | ----------------------------------- | ----------------------------------- | ----------------------------------- |
| Labour                              | George Willis                       | 21.240                              | 52,5                                | −5,1                                |
| Unionist                            | W.I.R. Fraser                       | 19.198                              | 47,5                                | +5,1                                |

### Unterhauswahlen 1959
| Ergebnisse der Unterhauswahlen 1959 | Ergebnisse der Unterhauswahlen 1959 | Ergebnisse der Unterhauswahlen 1959 | Ergebnisse der Unterhauswahlen 1959 | Ergebnisse der Unterhauswahlen 1959 |
| Partei                              | Kandidat                            | Stimmen                             | %                                   | ±                                   |
| ----------------------------------- | ----------------------------------- | ----------------------------------- | ----------------------------------- | ----------------------------------- |
| Labour                              | George Willis                       | 22.244                              | 50,4                                | −2,1                                |
| Unionist                            | Earl of Dalkeith                    | 21.932                              | 49,6                                | +2,1                                |

### Unterhauswahlen 1964
| Ergebnisse der Unterhauswahlen 1964 | Ergebnisse der Unterhauswahlen 1964 | Ergebnisse der Unterhauswahlen 1964 | Ergebnisse der Unterhauswahlen 1964 | Ergebnisse der Unterhauswahlen 1964 |
| Partei                              | Kandidat                            | Stimmen                             | %                                   | ±                                   |
| ----------------------------------- | ----------------------------------- | ----------------------------------- | ----------------------------------- | ----------------------------------- |
| Labour                              | George Willis                       | 24.808                              | 56,2                                | +5,8                                |
| Unionist                            | R.L. McEwen                         | 19.376                              | 43,8                                | −5,8                                |

### Unterhauswahlen 1966
| Ergebnisse der Unterhauswahlen 1966 | Ergebnisse der Unterhauswahlen 1966 | Ergebnisse der Unterhauswahlen 1966 | Ergebnisse der Unterhauswahlen 1966 | Ergebnisse der Unterhauswahlen 1966 |
| Partei                              | Kandidat                            | Stimmen                             | %                                   | ±                                   |
| ----------------------------------- | ----------------------------------- | ----------------------------------- | ----------------------------------- | ----------------------------------- |
| Labour                              | George Willis                       | 25.423                              | 60,5                                | +4,3                                |
| Conservative                        | J.S.B. Henderson                    | 16.614                              | 39,5                                | −4,3                                |

### Unterhauswahlen 1970
| Ergebnisse der Unterhauswahlen 1970 | Ergebnisse der Unterhauswahlen 1970 | Ergebnisse der Unterhauswahlen 1970 | Ergebnisse der Unterhauswahlen 1970 | Ergebnisse der Unterhauswahlen 1970 |
| Partei                              | Kandidat                            | Stimmen                             | %                                   | ±                                   |
| ----------------------------------- | ----------------------------------- | ----------------------------------- | ----------------------------------- | ----------------------------------- |
| Labour                              | Gavin Strang                        | 22.171                              | 51,9                                | −8,6                                |
| Conservative                        | N. Gow                              | 16.657                              | 39,0                                | −0,5                                |
| SNP                                 | H.B. Davidson                       | 3502                                | 8,2                                 | +8,2                                |
| Communist                           | I. Swann                            | 413                                 | 1,0                                 | +1,0                                |

### Unterhauswahlen Februar 1974
| Ergebnisse der Unterhauswahlen Februar 1974 | Ergebnisse der Unterhauswahlen Februar 1974 | Ergebnisse der Unterhauswahlen Februar 1974 | Ergebnisse der Unterhauswahlen Februar 1974 | Ergebnisse der Unterhauswahlen Februar 1974 |
| Partei                                      | Kandidat                                    | Stimmen                                     | %                                           | ±                                           |
| ------------------------------------------- | ------------------------------------------- | ------------------------------------------- | ------------------------------------------- | ------------------------------------------- |
| Labour                                      | Gavin Strang                                | 20.163                                      | 43,7                                        | −8,2                                        |
| Conservative                                | D.J. May                                    | 14.614                                      | 31,7                                        | −7,3                                        |
| SNP                                         | G.C. MacDougall                             | 7128                                        | 15,4                                        | +7,2                                        |
| Liberal                                     | J. Melling                                  | 3998                                        | 8,7                                         | +8,7                                        |
| Communist                                   | I. Swann                                    | 274                                         | 0,6                                         | −0,4                                        |

### Unterhauswahlen Oktober 1974
| Ergebnisse der Unterhauswahlen Oktober 1974 | Ergebnisse der Unterhauswahlen Oktober 1974 | Ergebnisse der Unterhauswahlen Oktober 1974 | Ergebnisse der Unterhauswahlen Oktober 1974 | Ergebnisse der Unterhauswahlen Oktober 1974 |
| Partei                                      | Kandidat                                    | Stimmen                                     | %                                           | ±                                           |
| ------------------------------------------- | ------------------------------------------- | ------------------------------------------- | ------------------------------------------- | ------------------------------------------- |
| Labour                                      | Gavin Strang                                | 19.669                                      | 44,9                                        | +1,2                                        |
| SNP                                         | G.C. MacDougall                             | 11.213                                      | 25,6                                        | +10,2                                       |
| Conservative                                | M. Hogg                                     | 10.111                                      | 23,1                                        | −8,6                                        |
| Liberal                                     | G.N. Dalzell                                | 2578                                        | 5,9                                         | −2,8                                        |
| Communist                                   | I. Swann                                    | 213                                         | 0,5                                         | −0,1                                        |

### Unterhauswahlen 1979
| Ergebnisse der Unterhauswahlen 1979 | Ergebnisse der Unterhauswahlen 1979 | Ergebnisse der Unterhauswahlen 1979 | Ergebnisse der Unterhauswahlen 1979 | Ergebnisse der Unterhauswahlen 1979 |
| Partei                              | Kandidat                            | Stimmen                             | %                                   | ±                                   |
| ----------------------------------- | ----------------------------------- | ----------------------------------- | ----------------------------------- | ----------------------------------- |
| Labour                              | Gavin Strang                        | 23.477                              | 53,7                                | +8,8                                |
| Conservative                        | G. Campbell                         | 14.660                              | 33,5                                | +10,8                               |
| SNP                                 | G.C. MacDougall                     | 5296                                | 12,1                                | −13,5                               |
| Communist                           | C. Downes                           | 173                                 | 0,4                                 | −0,1                                |
| Workers Revolutionary               | T. Brotherstone                     | 124                                 | 0,3                                 | +0,3                                |

### Unterhauswahlen 1983
| Ergebnisse der Unterhauswahlen 1983 | Ergebnisse der Unterhauswahlen 1983 | Ergebnisse der Unterhauswahlen 1983 | Ergebnisse der Unterhauswahlen 1983 | Ergebnisse der Unterhauswahlen 1983 |
| Partei                              | Kandidat                            | Stimmen                             | %                                   | ±                                   |
| ----------------------------------- | ----------------------------------- | ----------------------------------- | ----------------------------------- | ----------------------------------- |
| Labour                              | Gavin Strang                        | 16.169                              | 44,9                                | −8,8                                |
| Conservative                        | P. Martin                           | 10.303                              | 28,6                                | −4,9                                |
| Liberal                             | R. Macleod                          | 7570                                | 21,0                                | +21,0                               |
| SNP                                 | P. Scott                            | 1976                                | 5,5                                 | −6,6                                |

### Unterhauswahlen 1987
| Ergebnisse der Unterhauswahlen 1987 | Ergebnisse der Unterhauswahlen 1987 | Ergebnisse der Unterhauswahlen 1987 | Ergebnisse der Unterhauswahlen 1987 | Ergebnisse der Unterhauswahlen 1987 |
| Partei                              | Kandidat                            | Stimmen                             | %                                   | ±                                   |
| ----------------------------------- | ----------------------------------- | ----------------------------------- | ----------------------------------- | ----------------------------------- |
| Labour                              | Gavin Strang                        | 18.257                              | 50,4                                | +5,5                                |
| Conservative                        | J.F. Renz                           | 8962                                | 24,7                                | −3,9                                |
| Liberal                             | J. Aitken                           | 5592                                | 15,4                                | −5,6                                |
| SNP                                 | Mungo Bovey                         | 3434                                | 9,5                                 | +4,0                                |

### Unterhauswahlen 1992
| Ergebnisse der Unterhauswahlen 1992 | Ergebnisse der Unterhauswahlen 1992 | Ergebnisse der Unterhauswahlen 1992 | Ergebnisse der Unterhauswahlen 1992 | Ergebnisse der Unterhauswahlen 1992 |
| Partei                              | Kandidat                            | Stimmen                             | %                                   | ±                                   |
| ----------------------------------- | ----------------------------------- | ----------------------------------- | ----------------------------------- | ----------------------------------- |
| Labour                              | Gavin Strang                        | 15.446                              | 45,8                                | −4,6                                |
| Conservative                        | Kenneth F. Ward                     | 8235                                | 24,4                                | −0,3                                |
| SNP                                 | Debin McKinney                      | 6225                                | 18,4                                | +8,9                                |
| Liberal Democrats                   | Devin S. Scobie                     | 3432                                | 10,2                                | −5,2                                |
| Green                               | Graham W. Farmer                    | 424                                 | 1,3                                 | +1,3                                |

### Unterhauswahlen 2005
| Ergebnisse der Unterhauswahlen 2005 | Ergebnisse der Unterhauswahlen 2005 | Ergebnisse der Unterhauswahlen 2005 | Ergebnisse der Unterhauswahlen 2005 |
| Partei                              | Kandidat                            | Stimmen                             | %                                   |
| ----------------------------------- | ----------------------------------- | ----------------------------------- | ----------------------------------- |
| Labour                              | Gavin Strang                        | 15.899                              | 40,0                                |
| Liberal Democrats                   | Gordon Mackenzie                    | 9697                                | 24,4                                |
| SNP                                 | Stefan Tymkewycz                    | 6760                                | 17,0                                |
| Conservative                        | Mev Brown                           | 4093                                | 10,3                                |
| Green                               | Cara Gillespie                      | 2266                                | 5,7                                 |
| Socialist                           | Catriona Grant                      | 868                                 | 2,2                                 |
| Death, Dungeons and Taxes Party     | Brett Harris                        | 89                                  | 0,2                                 |
| Parteilos                           | Peter Clifford                      | 37                                  | 0,1                                 |

### Unterhauswahlen 2010
| Ergebnisse der Unterhauswahlen 2010 | Ergebnisse der Unterhauswahlen 2010 | Ergebnisse der Unterhauswahlen 2010 | Ergebnisse der Unterhauswahlen 2010 | Ergebnisse der Unterhauswahlen 2010 |
| Partei                              | Kandidat                            | Stimmen                             | %                                   | ±                                   |
| ----------------------------------- | ----------------------------------- | ----------------------------------- | ----------------------------------- | ----------------------------------- |
| Labour                              | Sheila Gilmore                      | 17.314                              | 43,4                                | +3,4                                |
| SNP                                 | George Kerevan                      | 8133                                | 20,4                                | +3,4                                |
| Liberal Democrats                   | Beverley Hope                       | 7751                                | 19,4                                | −5,0                                |
| Conservative                        | Martin Donald                       | 4358                                | 10,9                                | +0,6                                |
| Green                               | Robin Harper                        | 2035                                | 5,1                                 | −0,6                                |
| TUSC                                | Gary Clark                          | 274                                 | 0,7                                 | +0,7                                |

### Unterhauswahlen 2015
| Ergebnisse der Unterhauswahlen 2015 | Ergebnisse der Unterhauswahlen 2015 | Ergebnisse der Unterhauswahlen 2015 | Ergebnisse der Unterhauswahlen 2015 | Ergebnisse der Unterhauswahlen 2015 |
| Partei                              | Kandidat                            | Stimmen                             | %                                   | ±                                   |
| ----------------------------------- | ----------------------------------- | ----------------------------------- | ----------------------------------- | ----------------------------------- |
| SNP                                 | Tommy Sheppard                      | 23.188                              | 49,2                                | +28,8                               |
| Labour                              | Sheila Gilmore                      | 14.082                              | 29,9                                | −13,5                               |
| Conservative                        | James McMordie                      | 4670                                | 9,9                                 | −1,0                                |
| Green                               | Peter McColl                        | 2809                                | 6,0                                 | +0,9                                |
| Liberal Democrats                   | Karen Utting                        | 1325                                | 2,8                                 | −16,6                               |
| UKIP                                | Oliver Corbishley                   | 898                                 | 1,9                                 | +1,9                                |
| TUSC                                | Ayesha Saleem                       | 117                                 | 0,2                                 | −0,5                                |

### Unterhauswahlen 2017
| Ergebnisse der Unterhauswahlen 2017 | Ergebnisse der Unterhauswahlen 2017 | Ergebnisse der Unterhauswahlen 2017 | Ergebnisse der Unterhauswahlen 2017 | Ergebnisse der Unterhauswahlen 2017 |
| Partei                              | Kandidat                            | Stimmen                             | %                                   | ±                                   |
| ----------------------------------- | ----------------------------------- | ----------------------------------- | ----------------------------------- | ----------------------------------- |
| SNP                                 | Tommy Sheppard                      | 18.509                              | 42,5                                | −6,7                                |
| Labour                              | Patsy King                          | 15.084                              | 34,7                                | +4,8                                |
| Conservative                        | Katie Mackie                        | 8081                                | 18,6                                | +8,7                                |
| Liberal Democrats                   | Tristan Gray                        | 1849                                | 4,2                                 | +1,4                                |

### Unterhauswahlen 2019
| Ergebnisse der Unterhauswahlen 2019 | Ergebnisse der Unterhauswahlen 2019 | Ergebnisse der Unterhauswahlen 2019 | Ergebnisse der Unterhauswahlen 2019 | Ergebnisse der Unterhauswahlen 2019 |
| Partei                              | Kandidat                            | Stimmen                             | %                                   | ±                                   |
| ----------------------------------- | ----------------------------------- | ----------------------------------- | ----------------------------------- | ----------------------------------- |
| SNP                                 | Tommy Sheppard                      | 23.165                              | 48,4                                | +5,9                                |
| Labour                              | Sheila Gilmore                      | 12.748                              | 26,7                                | −8,0                                |
| Conservative                        | Eleanor Price                       | 6549                                | 13,7                                | −4,9                                |
| Liberal Democrats                   | Jill Reilly                         | 3289                                | 6,9                                 | +2,7                                |
| Green                               | Claire Miller                       | 2064                                | 4,3                                 | +4,3                                |